# Vlag van Rochefort
De vlag van Rochefort is op 5 september 1991 bij raadsbesluit vastgesteld als de vlag van de Naamse gemeente Rochefort. De vlag kan als volgt worden beschreven:
Geel met een rode adelaar, snavel, tong en ledematen in blauw.
De vlag werd pas op 18 december 1991 bevestigd door de Franse Gemeenschapsregering. De vlag is volledig gebaseerd op het gemeentewapen en ziet er dus helemaal hetzelfde uit.